# انتخاب خویشاوندی

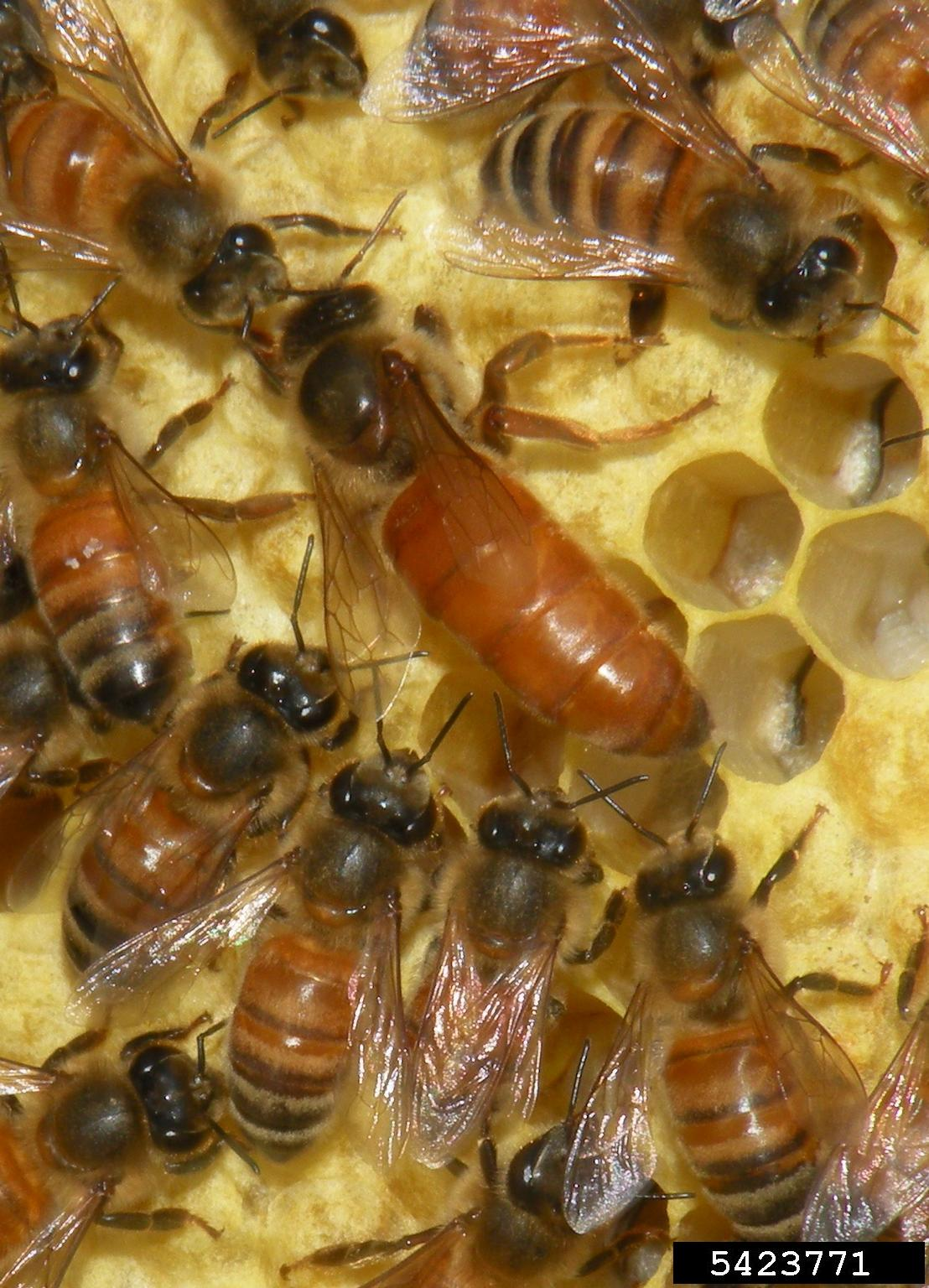
زنبورهای Apis mellifera - ملکه، کارگر و...

انتخاب خویشاوندی نگره‌ای است که اجازه توضیح فرگشتی چرایی پدید آمدن نوع‌دوستی در رفتار یک اندامگان نسبت به اندامگان‌های دیگر و بلعکس را می‌دهد. این نگره در کل عنوان می‌کند که بر پایه انتخاب طبیعی، ارتباط غریزه‌های نوع‌دوستانه با وابستگی خویشاوندی در طول زمان افزایش می‌یابد. انتخاب خویشاوندی همچنین توضیح می‌دهد که چرا رفتارهای نوع‌دوستانه در جوامع جانوری فراگیر شدند.
این نگره در سال ۱۹۶۴ توسط زیست‌شناس انگلیسی، ویلیام دی همیلتون، عنوان شد و نخستین نتیجه تئوریک مهم آن توسط زیست‌شناس آمریکایی جورج آر پرایس در سال ۱۹۷۰ تولید شد و در مجله نیچر چاپ گشت. با تلاش‌های ادوارد آزبورن ویلسون آمریکایی و در پی چاپ کتابش با عنوان زیست‌جامعه‌شناسی: تحلیلی نوین در سال ۱۹۷۵، انتخاب طبیعی توجه زیادی به خود جلب کرد. نخستین اثبات تجربی نگره در ۱۹۷۶ توسط رابرت تریورس و هوپ هار (Hope Hare) در ساینس به چاپ رسید. 
جان مینارد اسمیت نخستین کسی بود که نام انتخاب خویشاوندی را بر نگره همیلتون گذاشت.
همیلتون در سال ۱۹۹۳ و به خاطر نقشش در ارائه این نگره برنده جایزه کرافورد شد.

## بررسی اجمالی
انتخاب خویشاوندی یک نظریه است که بیان می‌کند محاسبات ما در مورد ارتباط ژنتیکی با دیگران (‏آگاهانه یا ناخودآگاه)‏ محرک‌های قدرتمندی برای رفتار هستند. بسیاری از افراد به جای خویشاوندان دور و خویشاوندان خونی خود برای خویشاوندان نزدیک فداکاری می‌کنند. این امر بقای ژن‌ها را از طریق بقای افرادی که ارتباط نزدیکی با ما دارند تضمین می‌کند. 
دست‌گیری از خویشاوندان نزدیک برای هر فردی به راحتی قابل توجیه است چون از نظر فرگشتی شانس انتقال ژن ها به نسل های بعد را افزایش می دهد.